# Alberto Cosentino
Alberto Cosentino (Buenos Aires, Argentina 6 de enero de 1904 – 24 de septiembre de 1986, cuyo nombre completo era Francisco Alberto Cosentino), fue un violinista, compositor, cantor y letrista dedicado al género del tango considerado por sus colegas un profesional respetado y un intérprete de calidad. También era conocido por los seudónimos de Alberto Estrella y de Bidú.

## Actividad profesional
Cosentino nació en el barrio porteño de La Boca, donde continuó residiendo toda su vida. Era empleado del Correo y paralelamente se dedicaba al tango. Amigo de Quinquela Martin y Juan de Dios Filiberto, participó muy joven con Anselmo Aieta en un conjunto, después integró un trío con Héctor Varela y, ya en 1930, organizó una orquesta en la cual también cantaba, que permaneció activa hasta 1942.
Su obra abarca unos 450 títulos, muchos de los cuales escribió en una mesa del Club Esperanza, del barrio boquense, recordándose entre otras el vals Quemá esas cartas –escrito en colaboración con el uruguayo Juan Pedro López, que difundieron Nina Miranda, Roberto Florio, Aída Denis, Jorge Valdez, Enzo Valentino y Alberto Morán-, A tu memoria, madrecita", Pasión, Que digan lo que quieran, Si tuviera veinte abriles y  Unamos nuestras vidas.
Cosentino fue director y propietario de la revista El Canta Claro, fundada por los hermanos Angulo en 1921 y socio fundador de Sadaic en 1932, formando parte de su primer directorio. Además fue gran amigo de Quinquela Martin y Juan de Dios Filiberto y escribió el libro Recordando a Carlitos Gardel.
Falleció en Buenos Aires el 24 de septiembre de 1986.